# Cylindrophis lineatus
Cylindrophis lineatus är en ormart som beskrevs av Blanford 1881. Cylindrophis lineatus ingår i släktet cylinderormar och familjen Cylindrophiidae. IUCN kategoriserar arten globalt som otillräckligt studerad. Inga underarter finns listade i Catalogue of Life.
Denna orm är känd från tre mindre områden på norra och västra Borneo. Den lever i låglandet och i kulliga regioner upp till 500 meter över havet. Arten vistas i skogar med dipterokarpväxter.